# Jaźwin (obwód brzeski)
Jaźwin (biał. Язвін, Jazwin; ros. Язвин, Jazwin) – wieś na Białorusi, w obwodzie brzeskim, w rejonie małoryckim, w sielsowiecie Hwoźnica.

## Historia
W XIX i w początkach XX w. majątek ziemski Jazwin Hwoźnica położony był w Rosji, w guberni grodzieńskiej, w powiecie brzeskim.
W dwudziestoleciu międzywojennym wieś Jaźwin leżała w Polsce, w województwie poleskim, w powiecie brzeskim, w gminie Miedna. Po II wojnie światowej w granicach Związku Sowieckiego. Od 1991 w niepodległej Białorusi.